# Гетероскедастичність

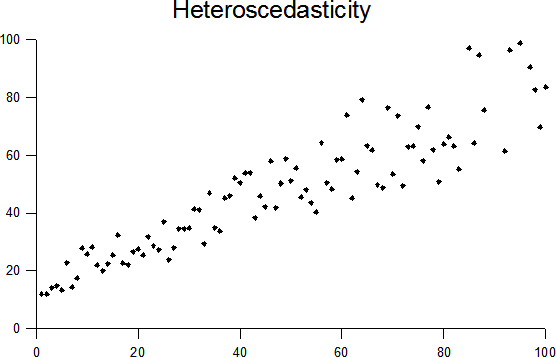
Зображення з випадковими даними, що показує гетероскедастичність

Гетероскедастичність — властивість послідовності випадкових величин. Гетероскедастичність вивчається в курсі економетрики.

## Загальні положення
У статистиці, послідовність випадкових величин називається гетероскедастичною, якщо випадкові величини мають різну дисперсію. Термін означає «різна дисперсія» і походить від грецького слова «гетеро» («інший») і «skedasis» («дисперсії»).
На відміну, послідовність випадкових величин називається гомоскедастичною, якщо вона має постійну дисперсію.
Нехай є послідовність випадкових величин {\displaystyle \lbrace Y_{t}\rbrace _{t=1}^{n}}, і послідовність векторів випадкових величин {\displaystyle \lbrace X_{t}\rbrace _{t=1}^{n}}. Маючи справу з умовним очікуванням Yt за даного Xt, послідовність {\displaystyle \lbrace Y_{t}\rbrace _{t=1}^{n}} називається гетероскедастичною, якщо умовна дисперсія Yt за даного Xt, змінюється з t.
При використанні деяких статистичних методів, таких, як метод найменших квадратів (МНК), як правило, робиться ряд припущень. Одним з них є те, що залишковий член має незмінну дисперсію. Це може бути не так, навіть якщо залишковий член отримується з однакових розподілів.
Наприклад, залишковий член може змінюватися (збільшуватися) з кожним спостереженням, як це часто буває з перехресними або часовими даними.
З появою надійних/стійких середньоквадратичних помилок, які дозволили робити висновки без посилання на умовний другий момент залишкового члена, тестування умовної гомоскедастичності стало не таким важливим, як в минулому.
Економетрист Роберт Енгл отримав в 2003 році Нобелівську премію з економіки за дослідження з регресійного аналізу в присутності гетероскедастичності, що призвело до розробки ним техніки моделювання авторегресійної умовної гетероскедастичності (ARCH).

## Виявлення
Існує кілька способів, щоб перевірити на наявність гетероскедастичності, серед яких:
- Тест Бройша-Паґана
- Тест Вайта
- Тест Гольфельда-Квандта
- Тест Глейзера
- Метод Ейткена